# Monumento nacional Hovenweep
El monumento nacional Hovenweep (del inglés: Hovenweep National Monument) es un monumento nacional de los Estados Unidos localizado al suroeste de Colorado y al sudeste de Utah. Hovenweep es una palabra de la tribu india de los ute que significa «valle desierto». Fue establecido el 2 de marzo de 1923 por proclamación presidencial del presidente Warren G. Harding y protege una superficie de 318 hectáreas. Es administrado por el Servicio de Parques Nacionales (NPS).
Consta de seis grupos de ruinas indígenas del período precolombino, cuyas torres son excelentes ejemplos de la arquitectura de los indios pueblo datadas entre 1100 y 1300.